# محمد نشاط
محمد نشاط (زاده ۲۰ اردیبهشت ۱۳۳۲ - همدان) تهیه‌کننده و بازیگر اهل کشور ایران است.

## بازیگر
- چشمان سیاه (۱۳۸۱)
- ابر و آفتاب (۱۳۷۵)
- تجارت (۱۳۷۳)

## نویسنده
- هدف اصلی (۱۳۸۵)

## تهیه‌کننده
- بهت (۱۳۹۶)
- این سیب هم برای تو (۱۳۹۳)
- رنج و سرمستی (۱۳۹۲)
- بی‌خداحافظی (۱۳۹۰)
- پرتقال خونی (۱۳۸۹)
- قرنطینه (۱۳۸۶)
- هدف اصلی (۱۳۸۵)